# جاز سینکلر
جزمین «جز» سینکلر (انگلیسی: Jasmine Sinclair؛ زادهٔ ۲۲ ژوئیهٔ ۱۹۹۴) هنرپیشه اهل ایالات متحده آمریکا است. وی از سال ۲۰۰۹ میلادی تاکنون مشغول فعالیت بوده‌است.
از فیلم‌ها یا برنامه‌های تلویزیونی که وی در آن نقش داشته‌است می‌توان به شهرهای کاغذی، وقتی شاخه می‌شکند، ماجراجویی‌های هراس‌انگیز سابرینا، و ایفای نقش شخصیت مری مورو در سریال ابرقهرمانی آمازون پرایم به نام جن وی (۲۰۲۳) اشاره کرد.